# رفيق أحمد جمالي
رفيق أحمد جمالي هو سياسي باكستاني، ولد في 1967. نشط حزبياً في حزب الشعب الباكستاني. وقد انتخب عضو الجمعية الوطنية في باكستان ‏ عن دائرة NA-228 Dadu-II ‏ وقد انضم خلال فترته النيابية ‏ للكتلة البرلمانية حزب الشعب الباكستاني البرلماني وانتخب عضو الدورة الرابعة عشر في الجمعية الوطنية في باكستان ‏ عن دائرة NA-228 Dadu-II ‏ وقد انضم خلال فترته النيابية ‏ (1 يونيو 2013 – ) للكتلة البرلمانية حزب الشعب الباكستاني وانتخب عضو الجمعية الوطنية في باكستان ‏.